# Linia kolejowa Semychody – Czernihów
Linia kolejowa Semychody – Czernihów – linia kolejowa na Ukrainie i Białorusi łącząca stację Czernihów ze stacją Semychody i z Czarnobylską Elektrownią Jądrową. Zarządzana jest przez Kolej Południowo-Zachodnią (oddział ukraińskich kolei państwowych), również na jej białoruskim odcinku.
Linia na całej długości jest jednotorowa i zelektryfikowana.

## Położenie
Znajduje się w ukraińskich obwodach kijowskim i czernihowskim oraz białoruskim obwodzie homelskim. Przebiega przez skażone radiologicznie obszary Strefy Wykluczenia wokół Czarnobylskiej Elektrowni Jądrowej oraz Poleskiego Państwowego Rezerwatu Radiacyjno-Ekologicznego.

## Historia
Linia powstała jako część linii Czernihów - Owrucz w latach 20. XX w. Początkowo leżała w Związku Sowieckim. Po katastrofie w Czarnobylskiej Elektrowni Jądrowej fragment linii od elektrowni w stronę Owrucza został zamknięty. Po katastrofie linia została zelektryfikowana. Po upadku ZSRS linia została przedzielona białorusko-ukraińską granicą państwową.